# Makenzie Kirk
Makenzie Kirk (Edinburgo, 6 febbraio 2004) è un calciatore nordirlandese, attaccante del St. Johnstone.

## Biografia
È figlio dell'ex calciatore Andy Kirk ed è nato in Scozia nel periodo in cui il padre militava negli Hearts.

## Carriera

### Club
È cresciuto nel settore giovanile degli Hearts, con cui ha debuttato il 2 aprile 2022 nei minuti finali dell'incontro di Scottish Premiership pareggiato 1-1 contro il Ross County. Nelle due stagioni successive è stato assegnato alla formazione B impegnata in Lowland Football League, con cui ha realizzato 45 reti in 49 apparizioni. Il 5 gennaio 2024 è passato in prestito all'Hamilton Academical, dove ha giocato 8 incontri centrando la promozione in seconda divisione.
Nel luglio seguente è stato ceduto a titolo definitivo al St. Johnstone: qui ha segnato 7 reti in 35 presenze in prima divisione, subendo una retrocessione in seconda divisione, categoria nella quale ha poi giocato nella stagione successiva.

### Nazionale
Ha giocato con la nazionale nordirlandese Under-19.

## Statistiche

### Presenze e reti nei club
Statistiche aggiornate al 2 marzo 2025.
| Stagione        | Squadra             | Campionato      | Campionato | Campionato | Coppe nazionali | Coppe nazionali | Coppe nazionali | Coppe continentali | Coppe continentali | Coppe continentali | Altre coppe | Altre coppe | Altre coppe | Totale | Totale | Totale |
| Stagione        | Squadra             | Comp            | Pres       | Reti       | Comp            | Pres            | Reti            | Comp               | Pres               | Reti               | Comp        | Pres        | Reti        | Pres   | Reti   |        |
| --------------- | ------------------- | --------------- | ---------- | ---------- | --------------- | --------------- | --------------- | ------------------ | ------------------ | ------------------ | ----------- | ----------- | ----------- | ------ | ------ | ------ |
| 2021-2022       | Hearts              | SP              | 1          | 0          | CS+CdL          | 0               | 0               | -                  | -                  | -                  | -           | -           | -           | 1      | 0      |        |
| 2021-2022       | Hearts B            | LFL             | 0          | 0          | -               | -               | -               | -                  | -                  | -                  | CC          | 2           | 1           | 2      | 1      |        |
| 2022-2023       | Hearts B            | LFL             | 26         | 17         | -               | -               | -               | -                  | -                  | -                  | CC          | 0           | 0           | 26     | 17     |        |
| 2023-gen. 2024  | Hearts B            | LFL             | 20         | 26         | -               | -               | -               | -                  | -                  | -                  | CC          | 1           | 1           | 21     | 27     |        |
| Totale Hearts B | Totale Hearts B     | Totale Hearts B | 46         | 43         |                 | -               | -               |                    | -                  | -                  |             | 3           | 2           | 49     | 45     |        |
| gen.-giu. 2024  | Hamilton Academical | SL1             | 8          | 0          | CS+CdL          | 0               | 0               | -                  | -                  | -                  | CC          | 0           | 0           | 8      | 0      |        |
| 2024-2025       | St. Johnstone       | SP              | 26         | 7          | CS+CdL          | 2+4             | 1+1             | -                  | -                  | -                  | CC          | 2           | 1           | 34     | 10     |        |
| Totale carriera | Totale carriera     | Totale carriera | 81         | 50         |                 | 6               | 2               |                    | -                  | -                  |             | 5           | 3           | 92     | 6      |        |